# Sallywalkerana leptodactyla
Espèce
Synonymes
- Polypedates brevipalmatus Günther, 1876 nec Peters, 1871
- Rana leptodactyla Boulenger, 1882
- Indirana leptodactyla Dubois, 1987

Statut de conservation UICN

 EN B1ab(iii) : En danger
Sallywalkerana leptodactyla est une espèce d'amphibiens de la famille des Ranixalidae.

## Répartition et habitat
Cette espèce est endémique du sud des Ghâts occidentaux en Inde. Elle se rencontre au-dessus de 800 m d'altitude au Kerala et au Tamil Nadu,.
Elle vit dans la forêt tropicale humide. C'est une espèce terrestre qui vit sur la litière de feuilles. Elle ne fréquente pas les habitats modifiés.

## Description
Sallywalkerana leptodactyla mesure environ 35 mm. Son dos varie du brun à l'olivâtre avec des marbrures sombres et, parfois, une ligne longitudinale de couleur claire.

## Étymologie
Son nom d'espèce, du grec λεπτός (leptos), « mince », et δάκτυλος (daktylos), « doigt », lui a été donné en référence à sa morphologie. Günther l'avait initialement nommée brevipalmatus, du latin brevis, « court », et palmatus, « palmé », également en référence à sa morphologie.

## Publications originales
- Boulenger, 1882 : Catalogue of the Batrachia Salientia s. Ecaudata in the collection of the British Museum, ed. 2, p. 1-503 (texte intégral).
- Günther, 1876 "1875" : Third report on collections of Indian reptiles obtained by the British Museum. Proceedings of the Zoological Society of London, vol. 1875, p. 567-577 (texte intégral).